# Jérémy Valls
Pour les articles homonymes, voir Valls (homonymie).
Pas d'image ? Cliquez ici

a Compétitions nationales et continentales officielles uniquement.

Dernière mise à jour le 29 mai 2018.
Jérémy Valls, né le 18 février 1974 à Mauguio (Hérault), est un joueur de rugby à XV français qui évolue au poste de demi d'ouverture.

## Biographie
Jérémy Valls découvre le rugby au RC Mauguio à l'âge de 5 ans puis rejoint en minimes 2e année le Montpellier RC avec qui il fait toute l'école de rugby.
Lorsque Montpellier est relégué en Groupe A2, le demi d'ouverture signe ensuite au RC Narbonne puis revient au MRC en 2001. Il évolue au club jusqu'en 2005. Excellent buteur, il est aussi à quelques occasions capitaine de l'équipe du MRC. Il signe ensuite au RC Nîmes et il y reste deux saisons en Fédérale 1. Puis il rejoint le Stade phocéen en 2008 avec qui il dispute sa dernière saison. Il est en 2011 coentraîneur du Rugby club palavasien en Fédérale 3. 
En 2017 il intègre le staff de l'USAP en tant que spécialiste du jeu au pied et contribue en fin de saison au titre de champion de France de Pro D2 et à la montée en Top 14.

## Palmarès

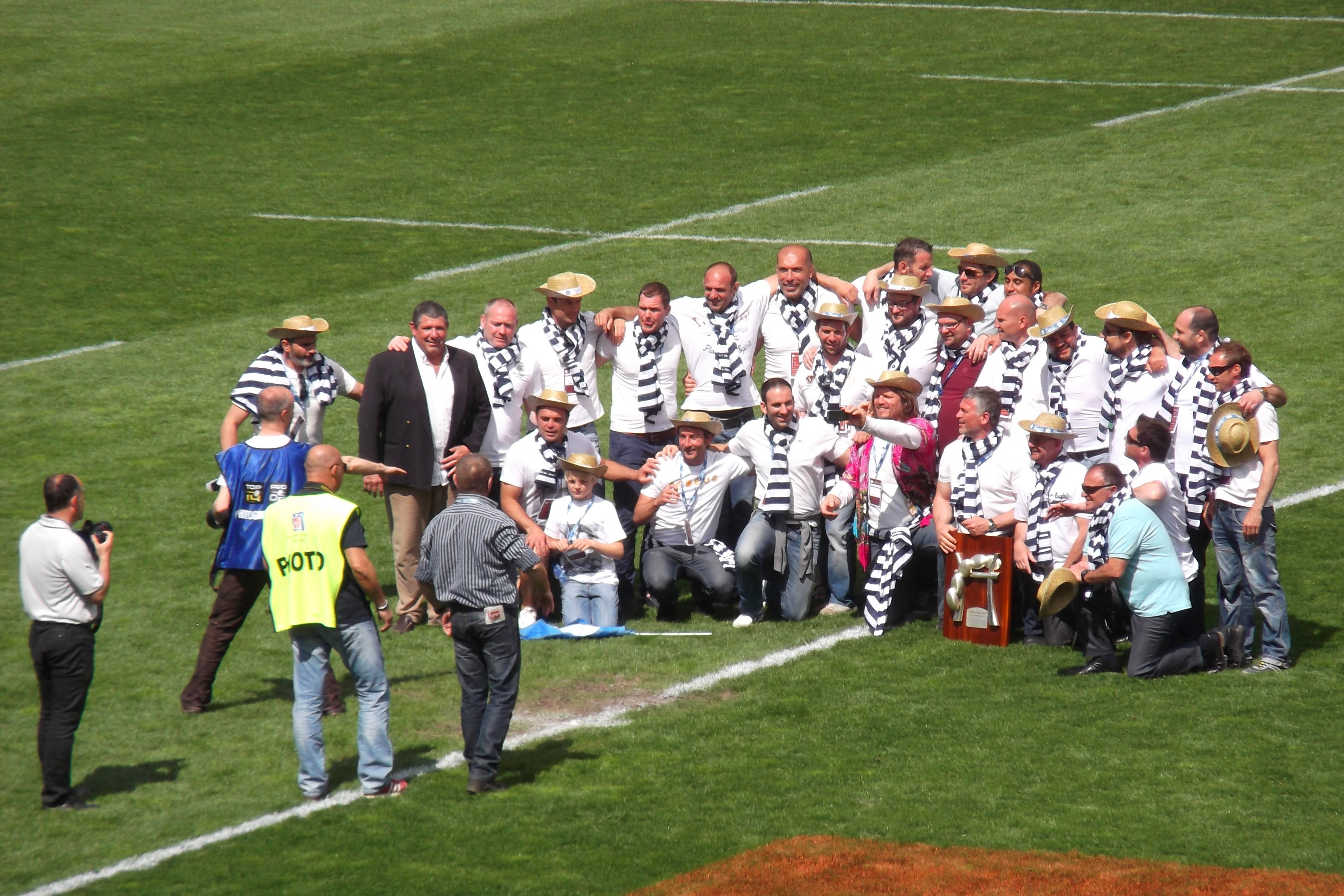
Les anciens de 2002-2003 du Montpellier Hérault rugby en mai 2013.

- Champion de France de Pro D2 en 2018 avec l'USAP.
- Champion de France de Pro D2 en 2003 avec le Montpellier RC.
- Vainqueur du bouclier européen en 2004 avec le Montpellier RC.